# Wien Westbahnhof
La Estación de Viena Oeste (en alemánWien Westbahnhof) es una estación de ferrocarril austríaca de Viena, una de las más importantes de la ciudad. Es el punto de partida original del Ferrocarril del Oeste (Westbahn) y una antigua terminal de servicios ferroviarios internacionales. La estación original fue inaugurada en 1848, pero fue totalmente reconstruida en 2011. En 2015, su papel cambió con la apertura de la nueva Estación Central de Viena y la Westbahnhof ahora es principalmente una estación de cercanías y estación terminal del servicio interurbano privado de WESTbahn a Salzburgo.
A nivel local, Wien Westbahnhof es servida por la línea S50 de la S-Bahn y el metro de Viena (U-Bahn) en las líneas U3 y U6. Seis líneas de tranvía convergen en Europaplatz frente a la estación, aunque ninguna de ellas entra en el centro de la ciudad. También hay autobuses hasta el aeropuerto.